# Diego Confalonieri
Diego Confalonieri (Milán, 11 de abril de 1979) es un deportista italiano que compitió en esgrima, especialista en la modalidad de espada.
Participó en los Juegos Olímpicos de Pekín 2008, obteniendo una medalla de bronce en el torneo por equipos (junto con Alfredo Rota, Matteo Tagliariol y Stefano Carozzo) y el séptimo lugar en la prueba individual.
Ganó dos medallas en el Campeonato Mundial de Esgrima de 2007 y cuatro medallas de bronce en el Campeonato Europeo de Esgrima entre los años 2003 y 2009.

## Palmarés internacional
| Juegos Olímpicos   | Juegos Olímpicos        | Juegos Olímpicos  | Juegos Olímpicos   |
| Año                | Lugar                   | Medalla           | Prueba             |
| ------------------ | ----------------------- | ----------------- | ------------------ |
| 2008               | Pekín (China)           | Medalla de bronce | Espada por equipos |
| Campeonato Mundial |                         |                   |                    |
| Año                | Lugar                   | Medalla           | Prueba             |
| 2007               | San Petersburgo (Rusia) | Medalla de plata  | Espada por equipos |
| 2007               | San Petersburgo (Rusia) | Medalla de bronce | Espada individual  |
| Campeonato Europeo |                         |                   |                    |
| Año                | Lugar                   | Medalla           | Prueba             |
| 2003               | Bourges (Francia)       | Medalla de bronce | Espada por equipos |
| 2006               | Esmirna (Turquía)       | Medalla de bronce | Espada por equipos |
| 2008               | Kiev (Ucrania)          | Medalla de bronce | Espada por equipos |
| 2009               | Plovdiv (Bulgaria)      | Medalla de bronce | Espada por equipos |